# Barros Bacar Banjai
Barros Bacar Banjai (Gabú, 15 de agosto de 1960) é um político e engenheiro geólogo guineense. Deputado eleito à Assembleia Nacional Popular na X Legislatura.

## Biografia
É Licenciado em Geologia e Prospecção de Depósitos Minerais na Universidade da Amizade dos Povos (1990). De 1993 a 1994 foi técnico Superior da divisão de geofísica da Direção-Geral dos Recursos Naturais. De 2001 a 2004, exerceu a função de diretor Geral dos Recursos Hídricos.  Foi nomeado ministro de Agricultura durante o governo de Carlos Gomes Júnior após a vitória nas eleições legislativas de 2008. Foi nomeado Secretário de Estado do Ambiente em 2014. Em 2016, foi nomeado por decreto presidencial N° 13/2016, ministro dos Recursos Naturais no governo de Umaro Sissoco Embaló. Foi eleito deputado da nação na décima legislatura, em 2019, pelos sectores de Boé e Pitche, região de Gabú.